# Sonate pour piano no 2 de Brahms
La Sonate pour piano no 2 en fa dièse mineur op. 2 est une sonate pour piano composée par Johannes Brahms en novembre 1852. 

## Historique
Bien qu'elle porte le numéro d'opus 2, elle a été composée avant la sonate pour piano no 1, mais elle a été publiée après car Brahms était sensible à l'importance d'une première publication et estimait que la sonate en ut majeur était d'une qualité supérieure. Elle a été transmise en même temps que la première sonate à Breitkopf & Härtel à Leipzig accompagnée d'une lettre de recommandation de Robert Schumann. Elle a été publiée en 1853. Schumann avait déjà salué avec enthousiasme le talent de Brahms. La sonate montre une recherche pour impressionner par ses exigences techniques et sa nature très dramatique.
La sonate est dédiée à Clara Schumann.

## Analyse de l'œuvre
La sonate comporte quatre mouvements:
1. Allegro non troppo, ma energico, en fa dièse mineur
2. Andante con espressione, en si mineur
3. Scherzo, en si mineur, puis ré majeur, enfin en si mineur
4. Finale: Allegro non troppo e rubato, en fa dièse mineur, puis en fa dièse majeur

- Durée de l'interprétation : environ 23 minutes

Le premier mouvement a la forme sonate. Le second mouvement est un thème et variations basées sur le Minnesang allemand Mir ist leide. Le troisième mouvement est un scherzo et trio dont le thème initial est presque identique à celui du second mouvement. Le finale commence par une brève introduction en la majeur, la relative majeure de fa dièse mineur. Le sujet principal de l'introduction sert de premier thème de ce mouvement, qui suit la forme sonate et contient une exposition répétée. La coda du finale, marquée pianissimo et devant être jouée avec la pédale de sourdine, revient et développe le matériel de l'introduction du mouvement.

## Discographie
- Alexander Melnikov : Sonates pour piano no 1 et 2 ; Scherzo op. 4. Les œuvres sont exécutées sur un Bösendorfer de 1875.